# Mikaševičy
Mikašėvičy (in bielorusso Мікашэвічы; in russo Микашевичи, Mikaševiči) è una città della Bielorussia, situata nella regione di Brėst.